# Avianca Express
Avianca Express es una aerolínea regional colombiana lanzada oficialmente en marzo de 2019 y perteneciente a Avianca Group que opera los vuelos regionales dentro de Colombia que venía ejecutando Avianca hasta esa fecha.

## Historia
A principios de 2019, Avianca Holdings anunció la creación de una nueva compañía: Regional Express Américas S.A.S., subsidiaria de vuelos regionales regulares que inició operaciones el 1 de marzo de 2019. Esta subsidiaria de Avianca comenzó a ofrecer vuelos domésticos, inicialmente desde Bogotá hacia Ibagué, Popayán y Villavicencio. El 13 de febrero de ese mismo año se presentó en rueda de prensa la marca Avianca Express como el nombre comercial con el que la compañía Regional Express Américas S.A.S. operará vuelos comerciales de pasajeros.

## Flota

### Flota actual
Avianca Express cuenta con la siguiente flota:
| Aeronaves       | En servicio | Pedidos | Pasajeros                                          | Pasajeros                                          | Pasajeros                                          | Matrículas                                         | Antigüedad                                         |
| Aeronaves       | En servicio | Pedidos | C                                                  | Y                                                  | Total                                              | Matrículas                                         | Antigüedad                                         |
| --------------- | ----------- | ------- | -------------------------------------------------- | -------------------------------------------------- | -------------------------------------------------- | -------------------------------------------------- | -------------------------------------------------- |
| Airbus A320-200 | 3           | —       | 12                                                 | 168                                                | 180                                                | N728AV                                             | 9,9 años                                           |
| Airbus A320-200 | 3           | —       | 12                                                 | 168                                                | 180                                                | N724AV                                             | 10 años                                            |
| Airbus A320-200 | 3           | —       | 12                                                 | 168                                                | 180                                                | N281AV                                             | 14,2 años                                          |
| Total           | 3           | —       | Edad media de la flota (junio de 2024): 11,4 años. | Edad media de la flota (junio de 2024): 11,4 años. | Edad media de la flota (junio de 2024): 11,4 años. | Edad media de la flota (junio de 2024): 11,4 años. | Edad media de la flota (junio de 2024): 11,4 años. |

### Flota histórica
| Aeronaves   | Total | Introducido | Retirado | Matrículas                                                                                                  |
| ----------- | ----- | ----------- | -------- | --- |
| Airbus A319 | 1     | 2022        | 2023     | N753AV |
| ATR 72-600  | 12    | 2019        | 2022     | HK-4954, HK-4955, HK-4956, HK-4999, HK-5000, HK-5039, HK-5040, HK-5041, HK-5109, HK-5323, HK-5324 y HK-5325 |

## Destinos
La compañía vuela a diferentes destinos nacionales de Colombia de la siguiente manera:
| País                                                 | Destinos                   | Aeropuertos                        | Desde  |
| ---------------------------------------------------- | -------------------------- | ---------------------------------- | ------ |
| Colombia                                             | Armenia, Quindío           | Aeropuerto Internacional El Edén   | Bogotá |
| Colombia                                             | Barrancabermeja, Santander | Aeropuerto Yariguíes               | Bogotá |
| Colombia                                             | Bogotá, Cundinamarca       | Aeropuerto Internacional El Dorado | HUB    |
| Colombia                                             | Corozal, Sucre             | Aeropuerto Las Brujas              | Bogotá |
| Colombia                                             | Ibagué, Tolima             | Aeropuerto Perales                 | Bogotá |
| Colombia                                             | Manizales, Caldas          | Aeropuerto de La Nubia             | Bogotá |
| Colombia                                             | Neiva, Huila               | Aeropuerto Benito Salas            | Bogotá |
| Colombia                                             | Popayán, Cauca             | Aeropuerto Guillermo León Valencia | Bogotá |
| Colombia                                             | Villavicencio, Meta        | Aeropuerto Vanguardia              | Bogotá |
| Colombia                                             | Yopal, Casanare            | Aeropuerto El Alcaraván            | Bogotá |
| 11 destinos, 11 rutas. Actualizado en marzo de 2023. |                            |                                    |        |

### Cronología de rutas
| Origen                                         | Destinos        | Fecha de inicio       | Duración                   |
| ---------------------------------------------- | --------------- | --------------------- | -------------------------- |
| Bogotá                                         | Ibagué          | 1 de marzo de 2019    | 6 años y 23 días           |
| Bogotá                                         | Popayán         | 1 de marzo de 2019    | 6 años y 23 días           |
| Bogotá                                         | Villavicencio   | 1 de marzo de 2019    | 6 años y 23 días           |
| Bogotá                                         | Florencia       | 19 de abril de 2019   | 5 años, 11 meses y 5 días  |
| Bogotá                                         | Yopal           | 1 de junio de 2019    | 5 años, 9 meses y 23 días  |
| Bogotá                                         | Neiva           | 1 de junio de 2019    | 5 años, 9 meses y 23 días  |
| Bogotá                                         | Armenia         | 27 de octubre de 2019 | 5 años, 4 meses y 28 días  |
| Bogotá                                         | Barrancabermeja | 30 de marzo de 2020   | 4 años, 11 meses y 25 días |
| 9 rutas activas. Actualizado en marzo de 2023. |                 |                       |                            |